# صرين (المحفد)

تعديل مصدري - تعديل

صرين هي إحدى قرى عزلة المحفد بمديرية المحفد التابعة لمحافظة أبين، بلغ تعداد سكانها 185 نسمة حسب تعداد اليمن لعام 2004.